# Adesmus ventralis
Adesmus ventralis là một loài bọ cánh cứng trong họ Cerambycidae.